# ماریو زاتلی
ماریو زاتلی (ایتالیایی: Mario Zatelli؛ ۲۱ دسامبر ۱۹۱۲ – ۷ ژانویهٔ ۲۰۰۴) بازیکن و مربی فوتبال اهل فرانسه بود.
از باشگاه‌هایی که در آن بازی کرده‌است می‌توان به باشگاه فوتبال المپیک مارسی اشاره کرد.
وی همچنین در تیم ملی فوتبال فرانسه بازی کرده‌است.